# Cecilia Pillado
Cecilia Verónica Pillado Calise (* 1966 in Mendoza, Argentinien) ist eine argentinische Schauspielerin, Pianistin, Komponistin und Filmemacherin mit italienischen Wurzeln.

## Leben

### Wirken als Musikerin
Pillado schloss ihre musikalische Ausbildung an der Cuyo Universität in Argentinien bei Juan Salomon mit Auszeichnung ab. Als Stipendiatin der Friedrich-Naumann-Stiftung studierte sie an der Universität der Künste Berlin bei László Simon und Georg Sava und am Mozarteum in Salzburg bei Alfons Kontarsky.
Außerdem belegte sie als Pianistin Meisterkurse u. a. bei Hans Leygraf, Leon Fleisher, György Sebök, Maria Curcio, Pierre Sancan und Paul Badura-Skoda. In Jazz und Improvisation wurde sie von Walter Norris ausgebildet. Kurse in Komposition besuchte sie bei Witold Szalonek.
Sie arbeitete als Solistin u. a. mit dem Philharmonischen Orchester Buenos Aires, den Münchner Symphonikern, der Anhaltischen Philharmonie, dem Orchestra di Padova und dem Orchestra Regionale del Lazio Roma zusammen. Als Kammermusikerin trat sie mit verschiedenen Ensembles, wie z. B. dem italienischen Ensemble Novecento oder dem Philharmonischen Bläserquintett Berlin auf.
Cecilia Pillado gastierte in den USA, Südamerika, Europa und Asien.
In ihren CD-Einspielungen verbindet sie die musikalischen Interpretationen der Werke von Ariel Ramírez, Alberto Ginastera, Astor Piazzolla und Carlos Guastavino mit ihren eigenen Kompositionen. Ihre Aufnahmen wurden 1998 und 1999 bei Berlin Classics (Edel SE) und 2007 bei Sony Classical veröffentlicht. Ab 2013 brachte sie ihre Einspielungen unter ihrem eigenen Musiklabel Tango Malambo auf den Markt.

### Wirken als Schauspielerin
Cecilia Pillado wirkte als Schauspielerin in Argentinien und in Deutschland in mehreren Kinoproduktionen und Fernsehproduktionen mit.
In der Serie Gute Zeiten, schlechte Zeiten übernahm sie im Jahre 2000 eine Gastrolle als Teresa Pérez-Lindemann und kehrte 2016 als María García Lorca zurück. Außerdem war sie als Bühnenschauspielerin tätig. In Anlehnung an die Figur Annie Wilkes aus dem Film Misery spielte sie im Jahre 2009 in Der Gründer die katholisch-fanatische Psychopathin Simonetta Paternostro. Am 13. April 2012 war Pillado in den letzten zwei Episoden, die als Doppelfolge gesendet wurden, in der Telenovela Anna und die Liebe zu sehen. 2015 spielte Cecilia Pillado für Eric Dean Hordes neben Helmut Krauss, Katy Karrenbauer und Jiří Lábus in dem Film Goblin – Das ist echt Troll die Rolle der neugierigen Nachbarin Béatrice la Maitresse. Der Film wurde erst im Jahr 2019 veröffentlicht, während Fantomfilm GmbH Ende 2019 andere Versionen des gleichen Materials unter den Namen Under Con TROLL und Trolls World im Oktober 2020 veröffentlichte.
Im Jahr 2020 hat sie, in Kooperation mit dem Coro Universitario de Mendoza und dem Goethe-Zentrum Mendoza (Sociedad Goetheana Argentina), eine Dokumentation in acht Episoden über Leben und Werk Beethovens mit Material aus der Staatsbibliothek Unter den Linden gedreht, geschnitten, fertiggestellt und moderiert, die im argentinischen Fernsehen (Canal Acequia Mendoza) ausgestrahlt wurde.
Pillado ist eine in Berlin lebende italienische Bürgerin. Sie arbeitet hauptsächlich in Deutschland, hat aber auch in Los Angeles gelebt und studiert.

## Filmografie (Auswahl)
- 1988: Wo ist das Tao? (Film)
- 1997: Sin Querer – Zeit der Flamingos (Film)
- 2000: Gute Zeiten, schlechte Zeiten
- 2001: Denninger (Fernsehserie)
- 2002: Richter Alexander Hold
- 2004: SK Kölsch
- 2005: Ein Fall für zwei
- 2006: Italienisch! (Film)
- 2007: Löwenzahn
- 2008: Eine kleine Anekdote (Film)
- 2009: Die Unbeweglichkeit der Dinge (Kurzfilm)
- 2010: Der Ghostwriter (Film)
- 2010: Lotta & die alten Eisen (Fernsehreihe)
- 2010: Der Gründer (Film)
- 2011: Lotta & die großen Erwartungen (Fernsehreihe)
- 2011: Points of You (Web-Serie)
- 2012: Verbotene Liebe (Daily Soap)
- 2012: Anna und die Liebe (Telenovela)
- 2013: Twin Sisters or Homeland (Kurzfilm)
- 2015: Zwei Esel auf Sardinien (Fernsehfilm)
- 2015: Stung (Kinofilm)
- 2016: Gute Zeiten, schlechte Zeiten (Daily Soap)
- 2019: Goblin – Das ist echt Troll (Kinofilm)
- 2019: Golden Twenties (Kinofilm)
- 2019: Under Con TROLL (Kinofilm)
- 2020: Trolls World – Voll vertrollt! (Kinofilm)
- 2020: Homenaje a Beethoven - De Berlín a Mendoza (TV-Doku, Mini-Serie)
- 2024: Doppelhaushälfte (Fernsehserie)

## Tonträger
- 1998: Tango Malambo, Berlin Classics (Edel).
- 1999: Cuántas estrellas!, Berlin Classics (Edel).
- 2005: Cexilia's Tangos, Berlin, Tango Malambo (keine VÖ)
- 2007: Tango moods, München, Sony BMG Music Entertainment (Germany).
- 2016: Cexilia's Tangos, Tango Malambo (Timezone Distribution)
- 2016: Homage to Guastavino - The Scubert of the Pampas, Tango Malambo (Timezone Distribution)